# Скрипчин
Скри́пчин (укр. Скрипчин) — село в Козелецком районе Черниговской области Украины. Население 326 человек. Занимает площадь 1,4 км².
Код КОАТУУ: 7422088901. Почтовый индекс: 17062. Телефонный код: +380 46-46.

## Власть
Орган местного самоуправления — Скрипчинский сельский совет. Почтовый адрес: 17062, Черниговская обл., Козелецкий р-н, с. Скрипчин, ул. Чапаева, 5.